# Деветнаеста средњобосанска ударна бригада
Деветнаеста средњобосанска ударна бригада  формирана је од 7. септембра 1944. године у околини Тешња прерастањем Тешањско-теслићког НОП одреда у Тешањско-теслићку бригаду; 1. октобра добила је назив 19. средњобосанска бригада. У почетку је имала три батаљона, а од домобрана који су тих дана пришли НОВЈ, формиран је и четврти батаљон, те је након тога 15. септембра 1944. имала 1304 борца. Била је у саставу 53. средњобосанске дивизије НОВЈ.

## Борбени пут бригаде
Учествовала је у Другој бањалучкој операцији НОВЈ, обезбеђујући дејство главних снага с правца Добоја. До краја октобра водила је борбе против јединица четничког Босанско-крајишког корпуса; новембра и децембра 1944. изводила је диверзантске акције на комуникацијама у долини Босне, повремено и у долини Врбаса и затварала правце који изводе на слободну територију средње Босне. У јануару 1945. дејствовала је око Добоја и Дервенте успевајући да у више наврата привремено заустави повлачење неких колона немачке групе армија Е, нарочито на одсеку Маглај-Добој; у фебруару поновно је дејствовала у долини Врбаса, затим у рејону Жепче-Маглај, па у рејону Добој-Дервента, где је водила борбе с колонама немачке групе армија Е. Учествовала је у ослобођењу Добоја 17. априла, Дервенте 19. априла, и Котор-Вароши 25. априла. Крајем априла 1945. попуњена је расформираним Узломачким НОП одредом. До 15. маја ангажована је против главнине четничких снага Драже Михаиловића и с њима водила борбе на Буковици, код Фојнице, на планини Битовњи, у Брадини и у горњем току реке Неретве.
Одликована је Орденом зуаслуга за народ.